# Surfaces cultivées en OGM

Production d'OGM (Rapport 2019 de l'ISAAA)
Plus de 10 millions d'hectares
Entre 50 000 and 10 millions d'hectares
Moins de 50 000 hectares
Pas de production d'OGM

En 2017, les surfaces cultivées en organismes génétiquement modifiés par transgénèse (OGM transgénique) se situent toujours essentiellement sur le continent américain, ainsi qu’en Chine et en Inde. La culture dans les autres pays est moins importante, voire anecdotique. Le continent américain (États-Unis, Argentine, Brésil et Canada) accueille plus de 85 % des cultures transgéniques. 
La part des cultures d’OGM transgénique dans la production agricole européenne, une des plus importantes au monde, est très faible (moins de 0,1 % de la surface agricole utile en 2017). En 2017, deux pays sur les 28 de l'Union européenne cultivaient des plantes transgéniques : l'Espagne et le Portugal. La réglementation des OGM, issue en grande partie des débats qui ont agité l'opinion publique de ces pays, a imposé des conditions restrictives à leur emploi. 
Les mesures de la surface cultivée en OGM sont principalement rassemblées par le Service international pour l'acquisition d'applications agricoles biotechnologiques (ISAAA), une ONG fortement liée à l'industrie biotechnologique. Elles sont contestées par Les Amis de la Terre. Inf'OGM suit aussi les surfaces cultivées avec différentes plantes génétiquement modifiées : les plantes transgéniques mais aussi les variétés rendues tolérantes à un herbicide par mutagénèse. 
Les principales plantes transgéniques cultivées dans le monde sont, dans l'ordre : soja, maïs, coton et colza. De façon plus anecdotique, on trouve de la betterave, de la luzerne, de la papaye. 

## Surfaces cultivées totales

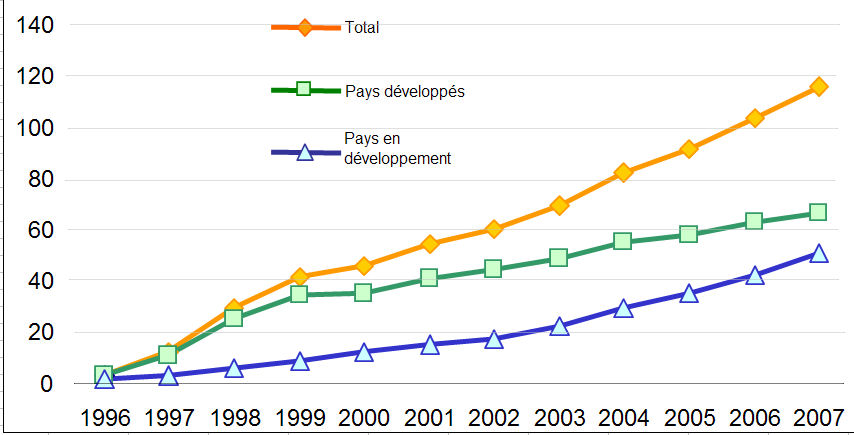
Évolution des surfaces cultivées d'OGM dans le monde entre 1996 et 2007, en millions d'hectares, selon l’ISAAA.

Selon l'ISAAA, les surfaces cultivées en plantes génétiquement modifiées sont passées de 1,7 million d'hectares en 1996 à 175,2 millions en 2013 et 181,5 millions en 2014 (+3,6 %). 181 millions d'hectares représentent un peu plus de 10 % des terres cultivées, estimées par l'ONU à 1,5 milliard d'hectares . Ce pourcentage ne prend pas en compte les prairies permanentes. Or les PGM les plus cultivées (soja, maïs) servent principalement à nourrir le bétail. Ainsi, précise Inf'OGM sur son site: « si nous intégrons ces prairies, la part des PGM tombe à 3,4% et si nous intégrons l’ensemble des terres utiles à l’alimentation, comme les forêts, la part des PGM passe à 1,9 % ».
En 2014, toujours selon l'ISAAA, 18 millions d’agriculteurs utilisaient des OGM dans 28 pays, dont 90 % étaient des agriculteurs à faibles ressources. L'utilisation faite par l'ISAAA de la notion de « pays en développement » est en partie trompeuse : au Brésil et en Argentine (2e et 3e plus importants producteurs d'OGM au monde), le soja transgénique est cultivé par des entreprises multinationales ou des grands propriétaires terriens. La dualité de l'agriculture dans ces pays est très forte. Le soja (notamment OGM) a favorisé la concentration des terres et renforcé la pression foncière. En 2014, un nouveau pays rejoint le club des transgéniculteurs : le Bangladesh où une aubergine Bt a été cultivée par 120 paysans sur 12 hectares. Depuis le début des cultures transgéniques, plusieurs pays ont été tentés par cette technologie mais l'ont vite abandonnée : l'Allemagne, la France, la Pologne, la Suède (interdiction des cultures presque partout en Europe), l'Indonésie et l'Égypte. 
Les superficies plantées en cultures transgéniques dans le monde ont atteint 175,2 millions d'hectares, en hausse de 3 % par rapport à 2012, et 181,5 millions d'hectares en 2014 (+3,6 %). Entre 1996, année où les premières cultures génétiquement modifiées ont été commercialisées, et 2014, 19 années se sont écoulées, dont 12 ont connu des taux de croissance à 2 chiffres. Cependant, nous assistons, ces dernières années, a un ralentissement progressif de l’augmentation des surfaces  : +10,5 % entre 2009 et 2010, +8,1 % entre 2010 et 2011, +6,4 % entre 2011 et 2012 et +3 % entre 2012 et 2013, +3,6 % entre 2013 et 2014.
Les 10 pays ayant le plus produit en 2014 sont les États-Unis (40,3 %), le Brésil (23,3 %), l’Argentine(13,4 %), l’Inde (6,4 %), le Canada (6,4 %), la Chine (2,1 %), le Paraguay, l’Afrique du Sud, le Pakistan et l'Uruguay. Les Philippines arrivent en 12e position, avec 688 218 hectares de maïs transgénique en 2014 . Les OGM sont cultivés à plus de 86 % sur le continent américain.
Selon les sources officielles des ministères, synthétisées par Inf'OGM, la part des cultures d’OGM dans la production agricole de l'Union européenne, une des plus importantes au monde, est très faible : moins de 0,1 % de la surface agricole utile des 28 États membres de l'Union européenne.
Les principales surfaces cultivées en PGM (plantes génétiquement modifiées) en 2014 se trouvent :
- aux États-Unis (73,1 millions d'hectares) : maïs, soja, coton, colza, betterave sucrière, luzerne, papaye, courge ;
- au Brésil (42,2 millions d'hectares) : soja, maïs, coton ;
- en Argentine (24,3 millions d'hectares) :  soja, maïs, coton ;
- en Inde (11,6 millions d'hectares) : coton ;
- au Canada (11,6 millions d'hectares) : colza, maïs, soja, betterave sucrière ;
- en Chine (3,9 millions d'hectares) : coton, papaye, peuplier, tomate, poivron ;
- au Paraguay (3,9 millions d'hectares) : soja, maïs, coton ;
- au Pakistan (2,9 millions d'hectares) : coton ;
- an Afrique du Sud (2,7 millions d'hectares) : maïs, soja, coton ;
- en Uruguay (1,6 million d'hectares) : soja, maïs.

| Pays           | 1996 | 1997 | 1998 | 1999 | 2000 | 2001 | 2002 | 2003 | 2004 | 2005 | 2006  | 2007  | 2009  | 2013  | 2014  |
| -------------- | ---- | ---- | ---- | ---- | ---- | ---- | ---- | ---- | ---- | ---- | ----- | ----- | ----- | ----- | ----- |
| États-Unis     | 1,4  | 7,5  | 19,3 | 26,3 | 28,2 | 33,0 | 37,5 | 40,7 | 44,8 | 47,4 | 54,6  | 57,7  | 64,0  | 70,1  | 73,1  |
| Brésil         | 0    | 0,1  | 0,5  | 1,2  | 1,3  | 1,3  | 1,7  | 3,0  | 5,0  | 9,0  | 11,5  | 15,0  | 21,4  | 40,3  | 42,2  |
| Argentine      | 0,4  | 1,8  | 4,8  | 6,8  | 9,6  | 11,8 | 13,6 | 14,9 | 15,9 | 16,9 | 18,0  | 19,1  | 21,3  | 24,4  | 24,3  |
| Inde           | 0    | 0    | 0    | 0    | 0    | 0    | 0,04 | 0,1  | 0,5  | 1,3  | 3,8   | 6,2   | 8,4   | 11,0  | 11,6  |
| Canada         | 0,14 | 0,6  | 2,2  | 3,5  | 3,3  | 3,2  | 3,3  | 4,4  | 5,1  | 5,9  | 6,1   | 7,0   | 8,2   | 10,8  | 11,6  |
| Chine          | 0    | 0,03 | 0,26 | 0,65 | 1,2  | 2,2  | 2,1  | 2,8  | 3,7  | 3,3  | 3,5   | 3,8   | 3,7   | 4,2   | 3,9   |
| Paraguay       | 0    | 0    | 0    | 0,06 | 0,09 | 0,3  | 0,5  | 0,07 | 1,2  | 1,8  | 2,0   | 2,6   | 2,2   | 3,6   | 3,9   |
| Afrique du Sud | 0    | 0    | 0,08 | 0,08 | 0,09 | 0,15 | 0,2  | 0,3  | 0,5  | 0,6  | 1,4   | 1,8   | 2,1   | 2,9   | 2,7   |
| Autres         | 0,05 | 0,07 | 0,16 | 0,20 | 0,28 | 0,32 | 0,30 | 0,37 | 0,8  | 1,0  | ?     | ?     | 2,700 | 7,900 |       |
| Total          | 1,7  | 10,1 | 27,2 | 38,7 | 44,2 | 52,3 | 59,2 | 67,4 | 77,4 | 87,2 | 102,0 | 114,2 | 134,0 | 175,2 | 181,5 |

En 2003, les principaux caractères OGM cultivés étaient les suivants :
| Caractère                                           | Superficie |
| --------------------------------------------------- | ---------- |
| Tolérance aux herbicides                            | 49,7       |
| Résistance aux insectes                             | 12,2       |
| Résistance aux insectes et tolérance aux herbicides | 5,8        |
| Autres                                              | 0,1        |

## Par zones et pays

### Pays en développement
Les plantations d’OGM dans les pays en développement sont en forte croissance, en particulier dans les pays émergents (Chine, Inde, Argentine, Brésil). 

#### Amérique du Sud
Le soja est le principal produit agricole des pays émergents d'Amérique du Sud (Brésil, Argentine)

##### Argentine
La superficie plantée en Soja GM est passée de moins de 10 % en 1996 à plus de 90 % en 2001. En 1997, cela correspondait à 6 millions d'ha et 14 millions en 2001. Selon Les Amis de la Terre, cette expansion a eu pour corollaire : la déforestation, l'érosion des sols, l'usage accru du glyphosate, la concentration des terres et la réduction du nombre d'exploitations familiales.

##### Brésil
Plusieurs plantes génétiquement modifiées ont obtenu l'autorisation de culture au Brésil : le soja, le maïs, le cotonnier et enfin un haricot tolérant à un potyvirus, le Bean Golden Mosaic Virus (développé par l'entreprise publique EMBRAPA) . L'étiquetage est en principe obligatoire depuis 2003, mais est peu respecté .
En octobre 2006, le gouvernement a interdit de planter des OGM sur les territoires indigènes.  
En outre, considérant que l'expansion des terres agricoles et en particulier celles destinées au soja a été l'une des causes principales de la déforestation de la forêt amazonienne, le gouvernement Lula a pris l'initiative d'un moratoire de deux ans interdisant que soit vendu aux principaux marchands de soja que sont ADM, Cargill et Bunge le soja cultivé sur des terres défrichées d'Amazonie depuis octobre 2006, afin de ralentir le processus de déforestation.

##### Paraguay
En 2006, 80 % des deux millions d'ha cultivés au Paraguay correspondaient à des variétés génétiquement modifiées. Il s'agit de soja vendu pour l'alimentation du bétail européen ou chinois.

#### Chine
La Chine est le 1° producteur de coton du monde (5 millions d'hectares plantés en 2005/06) et concentre le plus grand nombre de cultivateurs de cotonnier (14 millions). En 2011, 3,9 millions d'hectares de cotonnier étaient transgéniques en Chine. À l'origine, la commercialisation était strictement encadrée par une société d'économie mixte, la Hebei Seed Company, à laquelle devaient se rallier les compagnies locales et étrangères souhaitant accéder au marché. L'émergence rapide de réseaux de vente parallèle et de multiplication par les paysans a mis à mal ce monopole. Le marché des OGM chinois est partagé entre des variétés OGM locales et d'importation, le coût des semences est faible en raison de la forte concurrence entre les opérateurs et l'utilisation de semences de ferme.

#### Inde
La surface dévolue au cotonnier en Inde représente 9 millions d'hectares. Introduit fin 2001-début 2002, la surface occupée par le coton Bt représente  3,8 millions d'hectares. À la fin de 2007 la surface cultivée en coton Bt représente 66 % de la surface totale des cultures de cotonnier. En 2011 c'est 90 % du coton qui est OGM.[réf. nécessaire] Selon la Fondation pour l’Éveil et l’Éducation aux Biotechnologies, le rendement moyen par hectare a augmenté de 30 à 60 %. Plus d'une centaine d'hybrides-Bt adaptés aux conditions locales ont été produits par des firmes semencières indiennes mais aussi par des réseaux de semences pirates.
En 2016, l'Isaaa enfle les surfaces de coton Bt de 2,3 millions d’hectares (soit une différence de près de 25 %). Inf'OGM a eu accès aux données officielles. Ainsi, alors que l’Isaaa évoque une diminution de 11,6 millions d’hectares en 2015 à 10,8 en 2016, les chiffres du gouvernement indien, eux, parlent d'une baisse de 10,6 millions d’hectares en 2015 à 8,5 Mha en 2016). 

#### Iran
En 2005 une équipe de chercheur iranien a produit une variété de riz OGM locale. L'élection de l'ultra conservateur Mahmoud Ahmadinejad a entrainé la suspension des processus d'adoption des cultures OGM pendant huit ans. D'après une annonce de 2012 l'Iran aurait l'intention d'autoriser les cultures de riz Bt et tolérant aux herbicides. En 2014 trois essais de riz et de coton résistant aux insectes étaient planifiés par le Ministère de l'Agriculture. L'Iran n'a pas officiellement continué les essais en champs de riz transgéniques.    

### Amérique du Nord

#### États-Unis

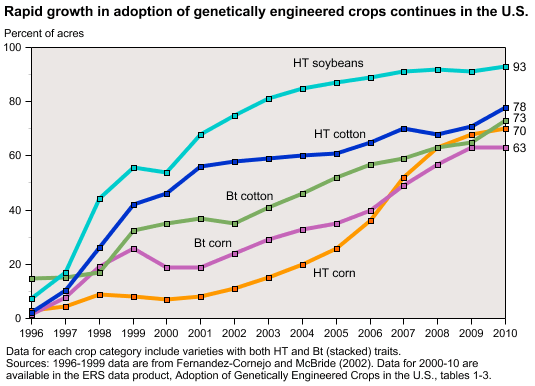
Évolution des taux de pénétration des cultures génétiquement modifiées (en % des surfaces)
soybeans=soja ; corn=maïs
HT=tolérance herbicide ; BT=résistance insecte.

Quatre plantes (maïs, cotonnier, soja et colza) présentant deux grandes familles de caractères génétiques (tolérance à un ou plusieurs herbicides totaux et résistance à certains insectes (pyrales et chrysomèles notamment), souvent combiné, sont très largement utilisés. La quasi-totalité des cultures de ces quatre espèces sont OGM, comme le montre le graphique ci-joint ; selon les données du Département de l'Agriculture, en 2013 : 90 % du maïs, 90 % du coton et 93 % du soja sont OGM.

#### Canada
Le canola (colza), le maïs et le soja constituent l'essentiel des plantes OGM cultivées au Canada, le canola avec plusieurs traits de résistance à un herbicide (RR - glyphosate, LL - glufosinate-ammonium) concerne à lui seul 8,4 millions d'hectares, le maïs et le soja avec les traits RR et Bt.

### Europe
En Europe, des débats publics ont limité le développement et la consommation d'OGM. L'Espagne est le seul pays d'Europe où la culture de ces produits s'opère sur des surfaces significatives.
En 2014, selon l’ISAAA, les cultures de maïs MON810 en Europe représentent (0,14 million d'hectares), en baisse de 3,9 %, et couvrent toujours moins de 0,1 % de la surface agricole utile (SAU) de l’Union européenne, dont 92 % en Espagne et dans une moindre mesure, dans l'ordre, au Portugal, en République tchèque, en Roumanie et en Slovaquie.
En 2012, deux pays ne cultivaient plus d'OGM : l'Allemagne et la Suède. 95 % des surfaces sont réparties entre l'Espagne et le Portugal. Dans ces deux pays, les surfaces ont progressé alors qu'elles ont diminué dans les autres pays : République tchèque, Slovaquie, Roumanie. La culture de la pomme de terre Amflora (autorisée en 2010) a disparu du continent européen.
En 2014 le nombre de pays ayant adopté un moratoire sur le maïs OGM dépassait celui des pays qui en cultivaient. Ce maïs MON810 intéresse peu les agriculteurs européens et la majorité des consommateurs n'en veulent pas. Cependant, étant donné que les OGM servent principalement à nourrir le bétail et que les produits issus d'animaux nourris aux OGM ne sont pas étiquetés, les consommateurs ne peuvent pas facilement faire un choix de consommation éclairé. 

#### France
La France a été le premier pays d'Europe à cultiver des OGM, avec une autorisation de vente de semences de 3 variétés de maïs transgéniques (MON 810, Bt176 et T25) par le ministère français de l’agriculture en février 1998. Le Bt176 a été retiré de la commercialisation par l'entreprise Novartis (devenu Syngenta), le T25 n'a jamais été cultivé. Reste donc le maïs MON810, dont plusieurs variétés sont inscrites au catalogue de l'UE.
En 1998, les cultures commerciales de maïs transgéniques représentaient 1 500 ha. Elles ont régressé jusqu'en 2004.
En 2005, les cultures commerciales de maïs officiellement déclarées au ministère de l'agriculture  représentaient 492,8 ha. La surface cultivée réelle aurait été double, soit proche de 1 000 ha. En 2007, déclarer les cultures OGM devient obligatoire (application de la directive 2001/18/CE), et les surfaces de maïs cultivées déclarées représentent 20 000 ha.
Le maïs transgénique MON 810 a la propriété de résister à la pyrale et la sésamie du maïs ; les semences sont achetées en Espagne. Les récoltes sont utilisées par une filière spécifique destinée au marché espagnol, pour l'alimentation animale.
Toutefois, les agriculteurs ont mis en place des mesures sur une base volontaire pour permettre la coexistence des modes de production. Il s'agit notamment d'une distance d'isolement de 25 m entre maïs OGM et conventionnel, ou d'une bande de 10 m de maïs conventionnel autour du maïs transgénique pour servir de piège à pollen. L'objectif de ces mesures est de respecter le taux de 0,9 % de présence fortuite d'OGM dans les aliments au-delà duquel l'étiquetage OGM est imposé par le règlement 1829/2003/CE.
Par ailleurs, en 2007, 39 essais d'OGM à des fins de recherche en plein champ ont été autorisés. La plupart ont été détruits illégalement par des militants anti-OGM.
En janvier 2008 le gouvernement français a interdit la culture de MON 810 en invoquant la clause de sauvegarde (article 23 de la Directive 2001/18).
Une nouvelle loi votée en juin 2008 créée le Haut Conseil des Biotechnologies et elle prévoit également les conditions de la coexistence des plantes GM et non-GM. Depuis 2008, les cultures commerciales d'OGM en France n'existent plus. Quelques très rares essais d'OGM sont encore menés et finissent par être détruits par des faucheurs volontaires (essai de vigne à Colmar, détruit trois fois).

#### Espagne
La culture du maïs transgénique a porté sur plus de 32 000 hectares en Espagne en 2003, en hausse de 38 % par rapport à 2002, soit 7 % de la culture totale du maïs. En 2005, cette surface atteint près de 100 000 hectares, ce qui représente la surface OGM la plus importante de l'Union européenne.
Sur les sept variétés de maïs OGM autorisées en Espagne (deux autorisées en 1998 et cinq en mars 1993), une seule variété a été mise en culture. Celle-ci contient l'événement de transformation transgène Bt176, et elle est détenue par la firme Syngenta. Par ailleurs, en 2003, l'Espagne a importé 9 millions de tonnes de maïs et de soja en provenance des États-Unis et de l'Argentine, qui sont les principaux producteurs mondiaux de PGM.